# Rivière Fournier
Pour les articles homonymes, voir Fournier.
Ne doit pas être confondu avec Rivière Fournière.
La rivière Fournier est un affluent de la rivière aux Pins, coulant dans le territoire non organisé de Lac-au-Brochet et de la ville de Forestville, dans la municipalité régionale de comté de la Haute-Côte-Nord, dans la région administrative de la Côte-Nord, au Québec, au Canada. Le cours supérieur de la rivière coule dans le zec de Forestville.
La partie inférieure de la vallée de la rivière Fournier est desservie par une route forestière venant du lac aux Pins ; cette route est rattachée au Sud-Est à la route 385 qui relie Forestville et Labrieville. Cette dernière est rattachée à son tour vers le Sud-Ouest à la route 138 qui longe la rive nord-ouest du fleuve Saint-Laurent,,.
La foresterie constitue la principale activité économique du secteur ; les activités récréotouristiques, en second.
La surface de la rivière Fournier est habituellement gelée de la fin novembre au début avril, toutefois la circulation sécuritaire sur la glace se fait généralement de la mi-décembre à la fin mars.

## Géographie
La rivière Fournier prend sa source à l’embouchure du lac Adrienne (altitude: 222 m), situé dans le territoire non organisé du Lac-au-Brochet. Ce lac est situé dans la zec de Forestville :
- à l’est du lac Croche;
- au nord-ouest de l’embouchure de la rivière Fournier;
- au nord-ouest de l’embouchure de la rivière aux Pins (rivière Laval);
- au nord-ouest de l’embouchure de la rivière Laval (baie Laval);
- au nord-ouest du centre-ville de Forestville[2],[5],[6].

À partir du lac Adrienne, la rivière Fournier coule entièrement en zone forestière, principalement dans la Zec de Forestville, selon les segments suivants:
- vers le sud-ouest en traversant les lacs Lalonde et Maridin ;
- vers le sud notamment en traversant les lacs Joanne, Jim, Claudia et Grace, jusqu’à l’embouchure de ce dernier ;
- vers le sud, jusqu’à limite Nord-Est de la ville de Forestville ;
- vers le sud-est notamment en traversant le lac Bernadette (altitude : 100 m) , ainsi que le lac Michaud (altitude : 93 m) vers le sud-est, jusqu’à son embouchure ;
- vers le sud, jusqu’à la confluence de la rivière[2],[6].

La rivière Fournier se déverse sur la rive Nord du lac Paul-Baie (du côté Ouest d’une zone comptant quelques chalets), lequel est traversé vers le Sud-Est par la rivière aux Pins (rivière Laval), dans Forestville. Cette embouchure est située :
- à l’ouest de la route 385 ;
- au sud-ouest de l’embouchure de la rivière aux Pins (rivière Laval) (confluence avec la rivière Laval) ;
- au nord-ouest de l’embouchure de la rivière Laval, correspondant à la baie Laval de la rive nord-ouest du fleuve Saint-Laurent ;
- au nord-ouest du centre-ville de Forestville ;
- au sud-ouest de l'embouchure de la rivière Betsiamites ;
- au sud-ouest du centre-ville de Baie-Comeau[2],[6].

## Toponymie
Le toponyme de « rivière Fournier » a été officialisé le 5 décembre 1968 à la Banque des noms de lieux de la Commission de toponymie du Québec, soit à la création de cette commission.